# Šime Vrsaljko
Šime Vrsaljko (født 10. januar 1992 i Zadar, Jugoslavien), er en kroatisk fodboldspiller (højre back). Han spiller for Atlético Madrid i Spaniens La Liga.

## Klubkarriere
Vrsaljko startede sin karriere i hjemlandet hos Dinamo Zagreb, hvor han var med til at vinde hele fire kroatiske mesterskaber i træk. I sommeren 2013 skiftede han til Genoa i Italien.
Efter kun et enkelt år i Genoa skiftede Vrsaljko i sommeren 2014 til Serie A-rivalerne Sassuolo. Her spillede han de følgende to sæsoner før han i juli 2016 skrev kontrakt med spanske Atlético Madrid.
Hos Atlético Madrid var Vrsaljko med til at vinde Europa League 2017-18. Han startede inde i finalesejren mod Olympique Marseille, men blev skiftet ud i pausen.

## Landshold
Vrsaljko debuterede for Kroatiens landshold 9. februar 2011 i en venskabskamp mod Tjekkiet. Han har repræsenteret kroaterne ved flere store slutrunder siden.